# Oblast de Lipetsk
L'oblast de Lipetsk (en russe : Ли́пецкая о́бласть, Lipetskaïa oblast) est un sujet fédéral russe créé le 6 janvier 1954 et dont le centre administratif est Lipetsk.

## Géographie
L'oblast couvre une superficie de 24 047 km2.

## Histoire
Les archéologues et les historiens s'accordent pour dire que ce territoire était habité bien avant les invasions des Mongols et des Tatars : en témoignent les sites d'Ielets, de Dobrinsk (aujourd'hui le village de Dobroë), de Doubok (aujourd'hui le village de Doubki, dans le district (raïon) de Dankov), de Staroë Goroditche (district de Bogorodskoïe Dankovski), et les ruines de Vorgol, d’Onouza, de Voronoï et de Lipetsk. Au cours des invasions mongoles, plusieurs de ces forts furent détruits.

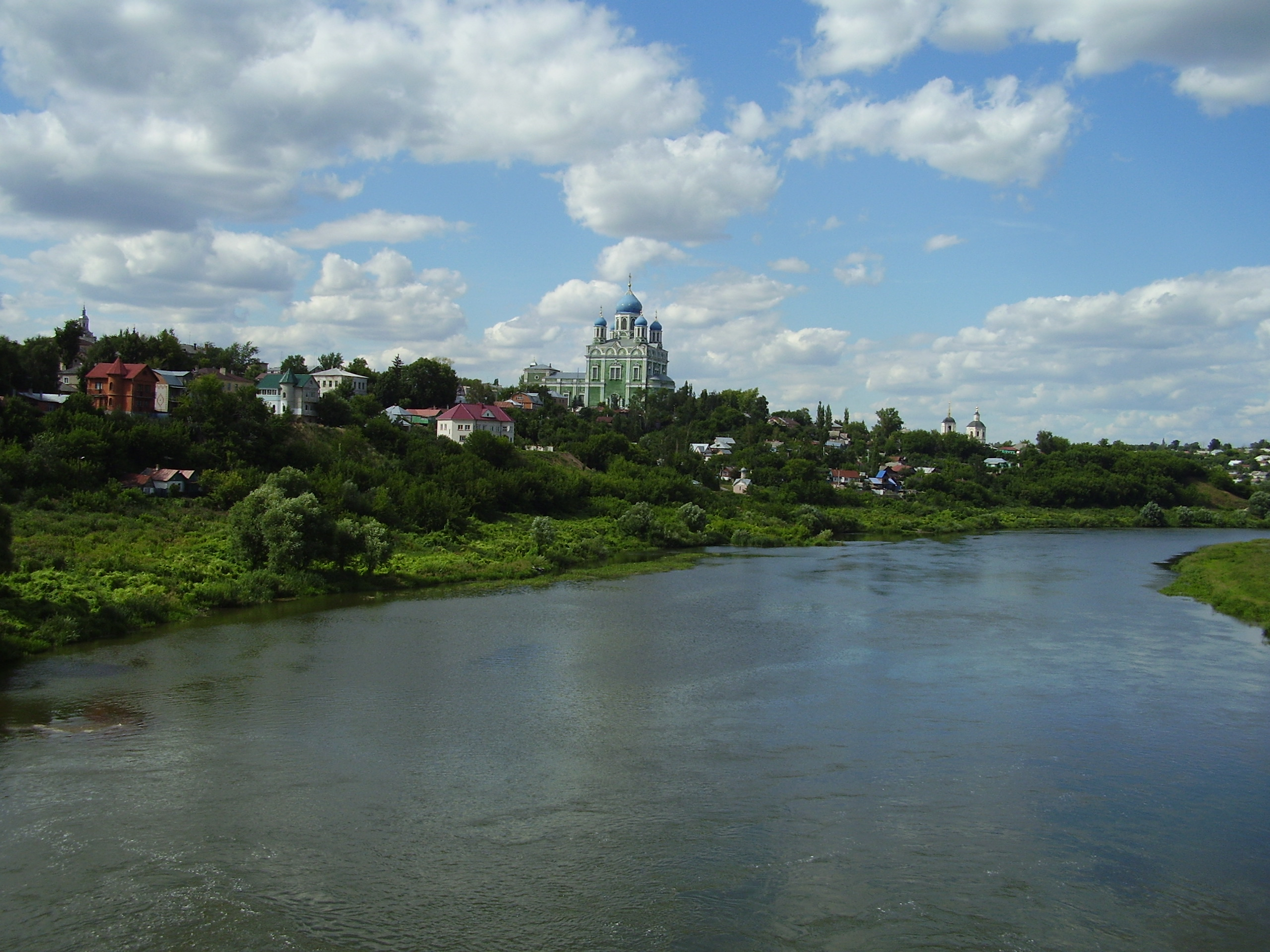
La ville de Ielets, sur la Sosna.

La formation de la terre de Lipetsk résulte de la désintégration de la principauté de Tchernigov : en 1202, à la mort du prince de Tchernigov Igor Sviatoslavitch, des fiefs : Ielets, Lipetsk et Vorgolskoë, s'étaient constitués. Profitant de la faiblesse de la principauté de Tchernigov, les princes de Riazan s'emparèrent des terres de la vallée supérieure du Don, de la Voronej. Ces nouveaux territoires, tous au sud de la principauté de Riazan, furent par la suite désignés comme la "Riazan ukrainienne."
La région renoua avec la prospérité avec l’expulsion des nomades. Sur un intervalle de temps relativement court (de la fin du XVIe siècle au début du XVIIe siècle), plusieurs places fortifiées se dressèrent à travers le pays : la prison de Dankov, les forteresses de Talitski, d'Eletskaïa et de Lebediev. En 1635, l'empire russe entreprit le tracé d'une puissante ligne fortifiée, dite ligne Belgorod : les forteresses modernes de Dobroë, Sokolsk et Ousman s'y rattachent.
À cette époque, la création de la marine impériale de Russie et la création d'une armée régulière accrurent la demande en fibres de lin, de chanvre et de laine. C'est ainsi qu'il se forma des villages d'ouvriers : l'un d'eux devait former le noyau de la ville de Lipetsk. Au XVIIIe siècle, avec la croissance soutenue des grandes propriétés foncières, la région de Lipetsk, avec ses terres riches en tchernoziom, devint le grenier à blé de l'État russe. Par la suite, elle s'imposa comme une destination attractive pour la villégiature et les cures thermales.
Après la révolution d'Octobre (1917), la lutte contre les traces du « passé bourgeois » porta atteinte aux grands domaines, monastères et aux palais princiers de la région.
L'oblast a été institué par décret du Præsidium du Soviet suprême le 6 janvier 1954 à partir de ceux de Voronej, de Riazan, de Tambov, de Toula et d’Orel.

## Économie
Les principales branches industrielles sont la sidérurgie de transformation et les constructions mécaniques. Lipetsk, chef-lieu de l’oblast, et Ielets, sont les principaux centres industriels. Du point de vue énergétique, la région est desservie par quelques compagnies pétrolières, un réseau de gazoducs et des lignes à haute tension.
L’agriculture est dominée par la culture des céréales, l’horticulture et l'élevage.

## Population et Société

### Démographie
| 1989      | 2002      | 2010      | 2016      | 2021      |
| --------- | --------- | --------- | --------- | --------- |
| 1 230 220 | 1 213 499 | 1 173 513 | 1 156 093 | 1 143 224 |

| Année | Fécondité | Fécondité urbaine | Fécondité rurale |
| ----- | --------- | ----------------- | ---------------- |
| 1990  | 1,81      | 1,66              | 2,20             |
| 1991  | 1,65      | 1,47              | 2,10             |
| 1992  | 1,50      | 1,36              | 1,84             |
| 1993  | 1,34      | 1,21              | 1,65             |
| 1994  | 1,36      | 1,21              | 1,70             |
| 1995  | 1,29      | 1,17              | 1,55             |
| 1996  | 1,21      | 1,10              | 1,45             |
| 1997  | 1,16      | 1,09              | 1,32             |
| 1998  | 1,18      | 1,08              | 1,38             |
| 1999  | 1,10      | 1,00              | 1,32             |
| 2000  | 1,16      | 1,08              | 1,32             |
| 2001  | 1,17      | 1,06              | 1,43             |
| 2002  | 1,25      | 1,17              | 1,45             |
| 2003  | 1,24      | 1,13              | 1,51             |
| 2004  | 1,27      | 1,19              | 1,49             |
| 2005  | 1,27      | 1,18              | 1,45             |
| 2006  | 1,28      | 1,18              | 1,50             |
| 2007  | 1,36      | 1,25              | 1,59             |
| 2008  | 1,43      | 1,31              | 1,66             |
| 2009  | 1,44      | 1,34              | 1,64             |
| 2010  | 1,47      | 1,36              | 1,70             |
| 2011  | 1,47      | 1,32              | 1,76             |
| 2012  | 1,63      | 1,49              | 1,90             |
| 2013  | 1,60      | 1,45              | 1,92             |
| 2014  | 1,66      | 1,52              | 1,95             |
| 2015  | 1,70      | 1,66              | 1,76             |
| 2016  | 1,69      | 1,66              | 1,72             |
| 2017  | 1,54      | 1,50              | 1,60             |
| 2018  | 1,49      | 1,45              | 1,57             |
| 2019  | 1,39      | 1,36              | 1,46             |

### Composition ethnique

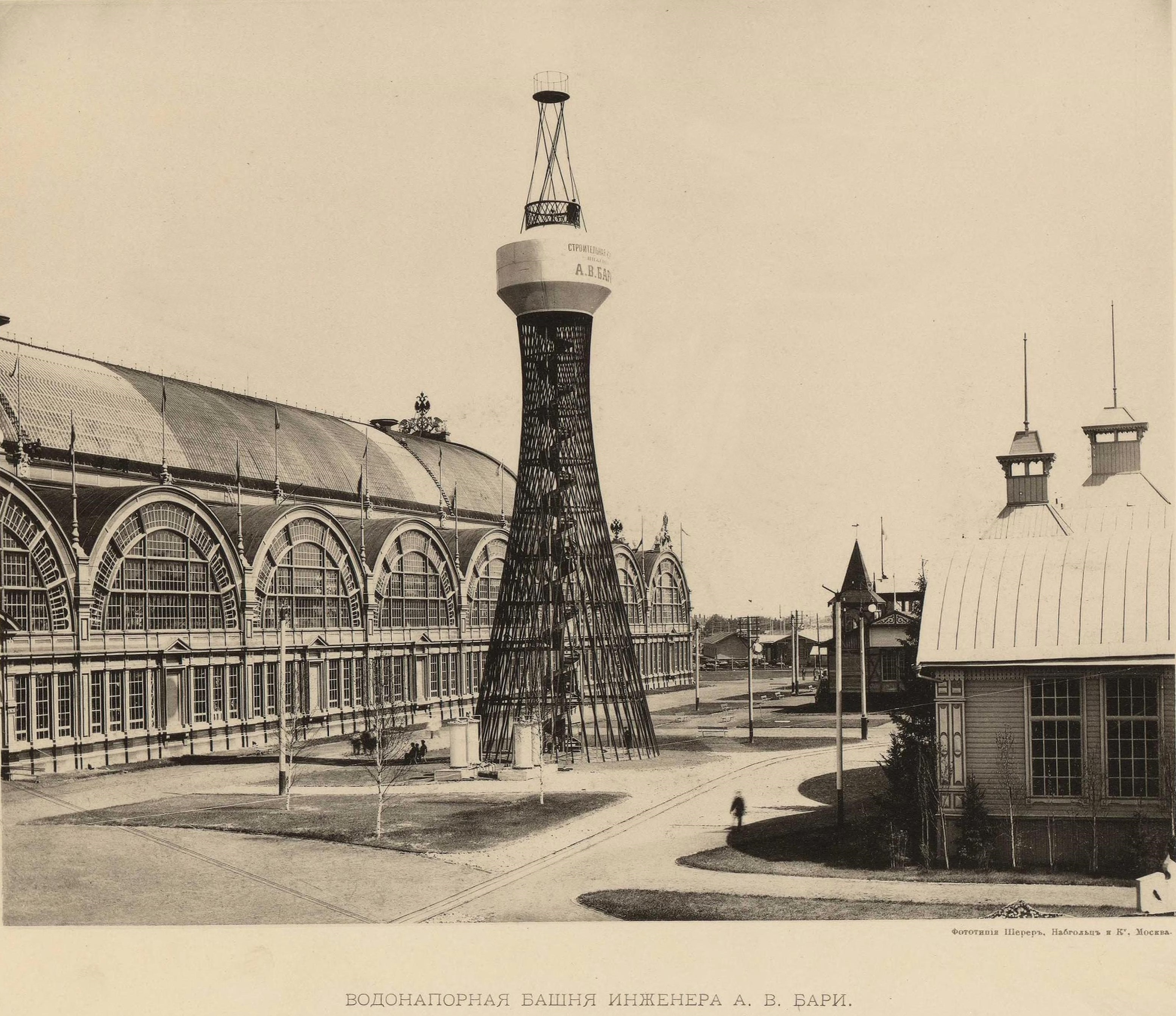
La première structure hyperboloïde au monde, œuvre de Vladimir Choukhov.

En 2010, on dénombrait:
- Russes : 96,3 %
- Ukrainiens : 0,9 %
- Arméniens : 0,6 %
- Azéris : 0,3 %
- Divers : 1,9 %
- Selon les fichiers, 45 268 résidents recensés n'ont pas déclaré d'appartenance ethnique[2].

## Tourisme
La première structure hyperboloïde au monde (un treillis en acier) a été érigée en 1896 à Polibino (district de Dankov) dans l'oblast. Cette tour hyperboloïde avait été conçue et brevetée par l'ingénieur Vladimir Choukhov. Le principe de la nappe réglée sera repris au XXe siècle par d'autres architectes : Antonio Gaudí, Le Corbusier et Oscar Niemeyer.